# Chiesa di San Sebastiano (Serralunga d'Alba)
La chiesa di San Sebastiano è la parrocchiale di Serralunga d'Alba, in provincia di Cuneo e diocesi di Alba; fa parte della vicaria della Langa.

## Storia

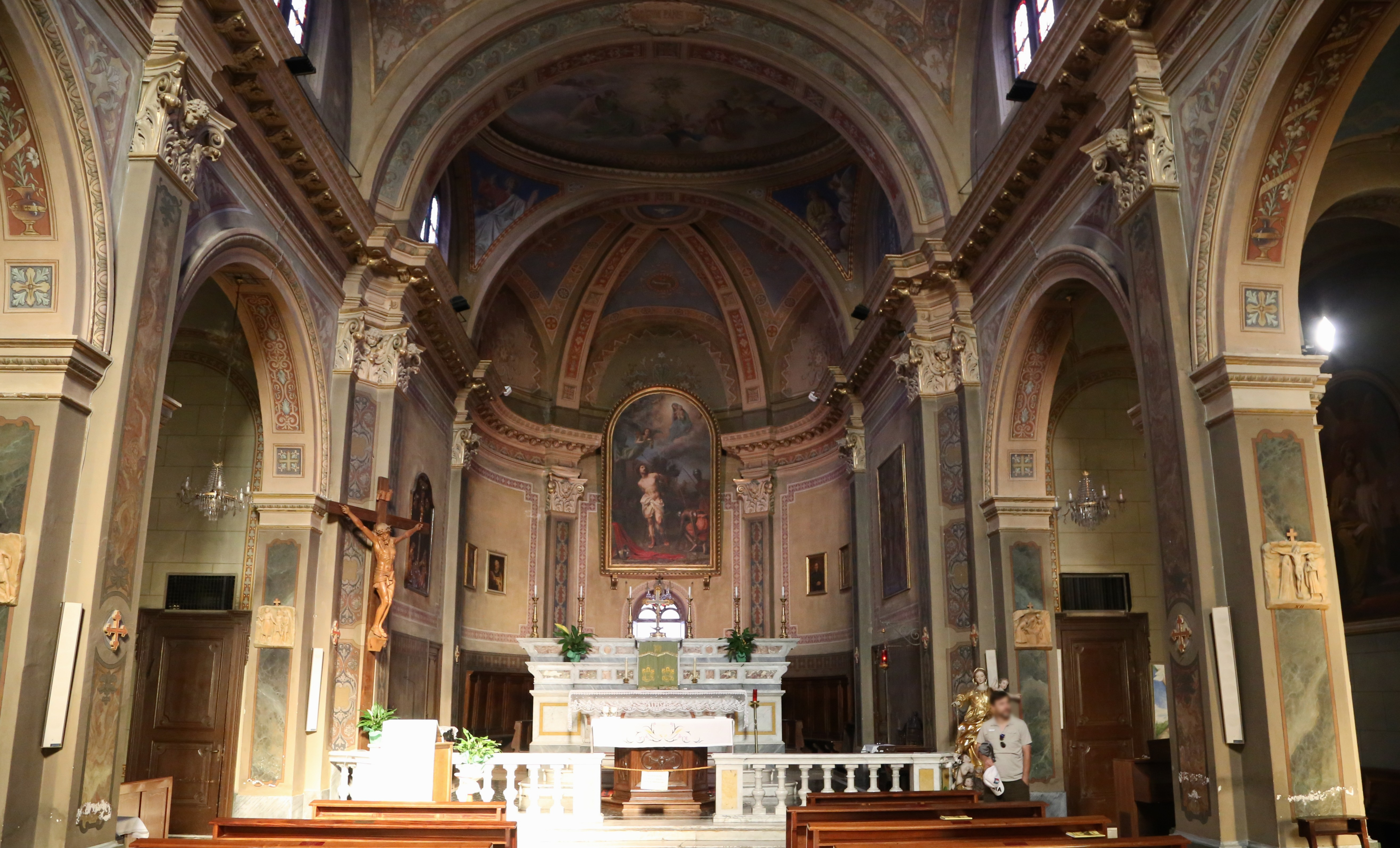
Il presbiterio

La prima citazione di un luogo di culto a Serralunga risale al 1224 ed è contenuto in un documento siglato proprio in Serralonga, in platea ante ecclesiam.
Nel 1574 il vescovo di Alba chiuse al culto l'antica parrocchiale di San Benigno, che, già danneggiata nel 1550, versava in pessime condizioni, e trasferì le funzioni nella chiesa di San Sebastiano, la quale però era di dimensioni troppo ristrette affinché potesse soddisfare le esigenze dei fedeli.
Tre anni dopo il vescovo di Bergamo Gerolamo Ragazzoni, durante una visita, esortò i serralunghesi a realizzare le coperture e il pavimento e a intonacate gli interni; queste stesse disposizioni furono ordinate nel 1594 da monsignor Alberto Capriano.
Nel 1630, in occasione della pestilenza di quell'anno, si fece voto di ricostruire la chiesetta; quattro anni dopo venne quindi posta la prima pietra del nuovo edificio, il quale fu portato a termine verso nel 1660 ed eretto a parrocchiale in quell'anno.
Alla fine dell'Ottocento le due vecchie chiese di San Benigno e di San Sebastiano furono demolite per far posto alla nuova parrocchiale, costruita su disegno di Giovenale Gastaldi tra il 1886 e il 1888.
Nel 1966 l'edificio venne restaurato e adeguato alle norme postconciliari.

## Descrizione

### Esterno
La facciata a salienti della chiesa, rivolta a ponente, è suddivisa in tre corpi, di cui quello centrale, più ampio, presenta il portale d'ingresso lunettato e il rosone, mentre le due ali laterali, più arretrate, sono caratterizzate da finestre; sotto la linea degli spioventi corre una fila di archetti pensili.
Annesso alla parrocchiale è il campanile a pianta quadrata, suddiviso in più registri da cornici marcapiano; la cella presenta su ogni lato una monofora ed è coronata dalla guglia piramidale.

### Interno
L'interno dell'edificio è suddiviso in tre navate da pilastri abbelliti da lesene scanalate sorreggenti degli archi a tutto sesto, sopra i quali corre la trabeazione modanata e aggettante su cui si impostano le volte a vela; al termine dell'aula si sviluppa il presbiterio, sopraelevato di due gradini, delimitato da balaustre e chiuso dall'abside semicircolare.